# Globalna wiocha
Globalna wiocha – trzeci album studyjny grupy muzycznej Żywiołak. Wydawnictwo ukazało się 7 listopada 2011 roku nakładem wytwórni muzycznej Karrot Kommando.

## Lista utworów
1. "Prolog" – 2:47
2. "Mój miły rolniku" – 4:49
3. "Krasnal Rebel Song" – 6:37
4. "Moskwa" – 4:15
5. "Sieć" – 4:24
6. "Neurowizja" – 2:36
7. "Istanbul" – 4:45
8. "Grzybobranie" – 6:20
9. "Pieśń słoneczna" – 4:58
10. "Berlin" – 4:16
11. "Pogaństwo II" – 5:39
12. "Wiochmen pogo" – 4:07
13. "Oslo" – 6:10